# Eufairmairia harrisi
Eufairmairia harrisi är en insektsart som beskrevs av William Lucas Distant. Eufairmairia harrisi ingår i släktet Eufairmairia och familjen hornstritar. Inga underarter finns listade i Catalogue of Life.